# بطولة أمم أوروبا للسيدات 2001
بطولة أمم أوروبا للسيدات 2001 (بالألمانية: Fußball-Europameisterschaft der Frauen 2001) هو الموسم 8 من  بطولة أمم أوروبا للسيدات. أقيم خلال الفترة 23 يونيو 2001 وحتى 7 يوليو 2001، وأشرف على تنظيمه الاتحاد الأوروبي لكرة القدم، وكان عدد الأندية المشاركة فيه  8، وفاز فيه منتخب ألمانيا لكرة القدم للسيدات.